# Il battesimo della Lituania
Il battesimo della Lituania (Chrzest Litwy) è un olio su tela realizzato dal pittore polacco Jan Matejko nel 1888. Il dipinto è incentrato sulla conversione del sovrano del Granducato di Lituania Jogaila al cristianesimo. Inoltre, mostra il battesimo dei principi boiardi e di alcune persone dinanzi al tempio del dio pagano Perkūnas nel Sabato santo del 1387. Quest'opera rientra nel ciclo realizzato dall'artista dedicato alla Storia della Civilizzazione della Polonia.

## Descrizione
Al posto del tempio demolito di Perkūnas, all'inizio dell'ex bosco pagano, è stata eretta una croce. Sull'altare che si trova accanto si trova un trittico con l'immagine della Madonna della Porta dell'Aurora. La regina Edvige si trova in piedi sotto lo stendardo dell'Aquila Bianca e osserva il quadro, mentre tiene in mano un calice destinato al nuovo vescovo della Lituania. Di fronte alla sovrana è seduto Jogaila, che poi avrebbe cambiato nome in Ladislao Jagellone, che consegna il pastorale ad Andrzej Jastrzębiec, il primo vescovo di Vilnius, inginocchiato dinnanzi a lui.